# Akmal Shaikh
Akmal Shaikh (5 tháng 4 năm 1956 – 29 tháng 12 năm 2009) là một công dân người Anh bị kết án và tử hình tại Cộng hòa Nhân dân Trung Hoa vì buôn bán ma túy. Ông bị cán bộ hải quan bắt giữ tại Sân bay quốc tế Diwopu Ürümqi ngày 12 tháng 9 năm 2007 vì sở hữu 4 kg bạch phiến. Sau hai kháng cáo, Tòa án tối cao xác nhận án tử hình ông đã lãnh tại phiên đầu tiên của mình trong tháng 10 năm 2008.
Các sự ủng hộ cho Shaikh tin rằng ông bị bệnh tâm thần và đã bị lừa vào việc vận chuyển bạch phiến trong một va li ông đang mang theo, nhưng các yêu cầu của Chính phủ Anh để tiến hành một sự đánh giá về chứng tâm thần bị từ chối. Shaikh bị xử tử tại Ürümqi bằng cách tiêm thuốc độc lúc 10:30 giờ chuẩn Trung Quốc ngày 29 tháng 12 năm 2009. Theo lệnh ân xá, Shaikh là kiều dân đầu tiên của các nước thành viên Liên minh châu Âu bấy giờ bị xử tử tại Trung Quốc trong hơn 50 năm.